# Efecto Branly
El efecto Branly es la caída drástica de la resistencia eléctrica de una muestra de granos metálicos por efecto de las ondas electromagnéticas generadas por una chispa eléctrica producida a una determinada distancia. En este efecto se basaron las primeras comunicaciones radioléctricas llevadas a cabo por Guillermo Marconi a finales del siglo XIX.
El fenómeno fue descubierto en 1890 por el físico francés Édouard Branly, y hasta más de un siglo después no se le encontró una explicación. Según los experimentos realizados, el efecto puede interpretarse en términos de microcontactos entre los granos que quedan soldados bajo el efecto provocado por el paso de la corriente eléctrica. El metal se fusiona y se crean puentes metálicos que hacen disminuir la resistencia eléctrica. Por lo demás, un simple choque mecánico puede romper dichos puentes.

## Fuente
- Eric Falcon y Bernard Castaing, «El efecto Branly», Investigación y Ciencia, 404, mayo de 2010, págs. 80-86.

- Datos: Q5820135